# Screeching Weasel

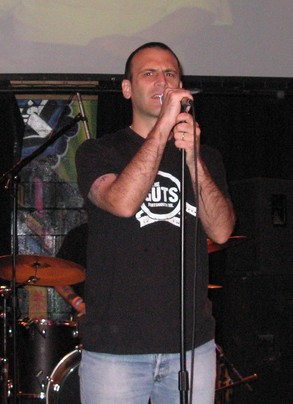
Ben Weasel (2007)

Screeching Weasel ist eine US-amerikanische Punkband aus Chicago, die 1986 von Sänger Ben Weasel gegründet wurde.

## Biografie
Die Band hatte von Anfang an mit Besetzungsproblemen zu kämpfen und musste häufig Mitglieder ersetzen. Die einzigen Konstanten in der Bandbesetzung waren von Anfang bis Ende Sänger Ben Weasel und Rhythmus-Gitarrist „Jughead“; andere Mitglieder, die längere Zeit in der Band blieben, waren Schlagzeuger „Dan Panic“ (1990–1997) und Bassist „Dan Vapid“, der die Band mehrmals verließ, nur um später wieder einzusteigen.
Die Band löste sich im Laufe ihrer Karriere mehrmals auf und gründete sich nicht viel später neu. Die erste Auflösung erfolgte bereits 1989 nach dem zweiten Album Boogadaboogadaboogada, doch schon im nächsten Jahr fand Screeching Weasel wieder zusammen. 1994 entschied die Band, sich erneut aufzulösen – das Album How To Make Enemies And Irritate People war als Abschiedsalbum gedacht. Ben Weasel gründete mit Vapid und Panic die Riverdales, mit denen er 1995 ein Album aufnahm und eine Tournee absolvierte. Trotzdem wurde 1996 ein weiteres Mal Screeching Weasel ins Leben zurückgerufen.
Die Musik von Screeching Weasel war auf den ersten beiden Alben noch eher rauer, schneller Punkrock. Mit dem dritten Album My Brain Hurts begann die melodischere, Ramones-beeinflusste Pop-Punk-Phase, die 1996 auf dem Album Bark Like a Dog ihren Höhepunkt fand. 1997 kam der Abschied von Dan Vapid und Dan Panic; von 1997 bis zu ihrer Auflösung 2001 hatte Screeching Weasel es geschafft, mit Mass Giorgini am Bass und Dan Lumley am Schlagzeug eine feste Besetzung zu halten. Die mit dieser Besetzung aufgenommenen, im Vergleich zu den Vorgängern eher aggressiv klingenden Tonträger Major Label Debut (EP) und Television City Dream (Album) enthalten wieder schnelleren und raueren, aber immer noch an vielen Stellen melodischen Punk. 1999 wurde mit Emo ein Album veröffentlicht, das seinen Wert eher auf ehrliche und persönliche Texte legt als auf laute Musik. Mit dem 2000er-Album Teen Punks in Heat kehrte die Band dann aber zum vorigen Stil zurück.
2001 löste die Band sich zum dritten Mal auf, und jedes Mitglied ging seinen eigenen Weg. Mass Giorgini und Dan Lumley spielten zusammen in den Bands Squirtgun und Common Rider, bis Lumley Ende 2003 offiziell seinen Ausstieg aus dem Musikgeschäft bekanntgab. Giorgini ist außerdem als Produzent diverser Punkbands tätig. John Jughead gründete die Akustik-Punkband Even in Blackouts, mit der er auch heute noch Musik macht. Ben Weasel veröffentlichte 2002 sein Soloalbum Fidatevi und betätigte sich als Buchautor. Er verfasste zwei Bücher mit den Titeln Like Hell und Punk is a Four Letter Word. Außerdem gründete er 2005 zusammen mit Mass Giorgini die Band Sweet Black and Blue, welche sich aber recht früh wieder auflöste. Die meisten Songs, die er für Sweet Black and Blue geschrieben hatte, verwendete Ben Weasel daraufhin für sein zweites Soloalbum, These Ones Are Bitter (2007). Seit 2009 gibt Screeching Weasel wieder Konzerte in einer Besetzung, der neben Ben Weasel und Dan Vapid wiederum neue Mitglieder angehören.
Am 3. Mai 2014 spielte die Band auf dem Groezrock ihr bisher  einziges Konzert in Europa.
Gründungsmitglied Stephen Dubick verstarb im November 2021 nach längerer Krankheit im Alter von 54 Jahren.

## Diskografie

### EPs
- 1989: Punkhouse
- 1991: Pervo-Devo
- 1992: Happy, Horny, Gay and Sassy
- 1993: Radio Blast
- 1993: You Broke My Fucking Heart
- 1994: Suzanne Is Getting Married
- 1996: Formula 27
- 1997: Major Label Debut
- 1999: Jesus Hates You
- 2011: Carnival of Schadenfreude

### Alben
- 1987: Screeching Weasel
- 1988: Boogadaboogadaboogada!
- 1991: My Brain Hurts
- 1992: Wiggle
- 1993: Ramones (Coverversion des gesamten Debütalbums Ramones der gleichnamigen Band)
- 1993: Anthem for a New Tomorrow
- 1994: How to Make Enemies and Irritate People
- 1996: Bark Like a Dog
- 1998: Television City Dream
- 1999: Emo
- 2000: Teen Punks in Heat
- 2011: First World Manifesto
- 2015: Baby Fat Act 1
- 2020: Some Freaks of Atavism
- 2022: The Awful Disclosures of Screeching Weasel (Monona Music, 2022)[2]

### Kompilationen
- 1995: Kill The Musicians (Sammlung bisheriger EPs, Raritäten und B-Seiten)
- 1998: Beat is on the Brat (Wiederveröffentlichung des Albums Ramones mit der EP Formula 27)
- 2000: Thank You Very Little (Sammlung von Demo-Versionen und Outtakes)
- 2005: Weasel Mania (Best-of-Album)